# Martin Veinmann
Martin Veinmann (nascido a 2 de dezembro de 1950, em Tallinn) é um actor estoniano.
Em 1972 formou-se no Departamento de Artes Cénicas do Conservatório Estatal de Tallinn. Desde 1972 trabalha no Teatro de Drama Estoniano.
Além de papeis no palco, ele também participou de vários filmes.
Prémios:
- 1980: Artista de Mérito da RSS da Estónia
- 1980: Prémio Ants Lauter[1]
- 2017: Ordem da Estrela Branca, IV classe[3]